# Mercedes Sur
Mercedes Sur es el segundo distrito del cantón de Puriscal, en la provincia de San José, de Costa Rica.

## Historia
En el pasado Mercedes Sur incluía también al hoy distrito de Chires, hasta que este último se segregó en 1983. Durante la década de 1990 también experimentó un ligero ordenamiento territorial en el que vio aumentada su extensión.

## Ubicación
El distrito de Mercedes Sur limita con los cantones josefinos de Turrubares al oeste y en una pequeña porción con el Acosta al este. Además limita con los distritos puriscaleños de Grifo Alto y Barbacoas al norte, Santiago y Candelarita al noreste, así como con el distrito Chires al sur.

## Geografía
Mercedes Sur cuenta con un área de 181,77 km² y una altitud media de 1125 m s. n. m.
Es el segundo distrito más extenso de los nueve que conforman el cantón (solo superado por el distrito Chires).

## Demografía
Para el año 2022, Mercedes Sur cuenta con una población estimada de 7056 habitantes, y para el último censo efectuado, en 2011, Mercedes Sur contaba con una población de 5866 habitantes.

## Localidades
- Poblados: Alto Limón, Alto Palma, Bajo Lanas, Bajo Legua, Bajo Legüita, Bajo Quesada, Bocana, Caite, Carmona, Cerbatana, Charquillos, Cruce, Jilgueral, Lanas, Llano Grande, Llano Hermoso, Mercedes Norte, Mercedes Sur, Potenciana, Quebrada Honda, Quivel, Rancho Largo, Salitrales, Santa Marta, Túfares, Tulín, Vara Blanca, Venado, Víbora, Zapotal.

## Transporte

### Carreteras
Al distrito lo atraviesan las siguientes rutas nacionales de carretera:
- Ruta nacional 239
- Ruta nacional 317
- Ruta nacional 324